# ソクシヤンジュ
ソクシヤンジュ （Sauxillanges）は、フランス、オーヴェルニュ＝ローヌ＝アルプ地域圏、ピュイ＝ド＝ドーム県のコミューン。

## 地理
ソクシヤンジュはイソワールから約10km離れている。

## 歴史
ソクシヤンジュはユソンの山の麓の谷に位置している。
ソクシヤンジュ修道院は2度の連続した寄付によって創設された。1度目は917年、アキテーヌ公ギヨーム、そして2度目は927年、彼の甥アクフレードによってである。おそらく944年以降に修道士たちが移住してきた。
ソクシヤンジュ修道院は、ベネディクト会派のクリュニー修道院の影響下にあった。最初の修道院長はオドかオドンであった。10世紀の終わりには80人以上の修道士たちがいた。1062年、クリュニー修道院第6代院長ユーグ・ド・スミュールによって、ソクシヤンジュのような数箇所の修道院は小修道院に変えられた。1094年にモンボワシエで生まれたピエール・ド・モンボワシエは、1109年に宗教生活に入る前にそこで学び、ヴェズレーで教員となり、その後ドメーヌの聖職者になった。1156年に亡くなるまで、彼はクリュニーの修道院長だった。
ソクシヤンジュの小修道院は、クリュニー修道院傘下の小修道院のうちで、スヴィニー、ラ・シャリテ＝シュル＝ロワール、サン＝マルタン＝デ＝シャン、イギリスのルイス小修道院とともに5大小修道院に数えられていた。1789年以後、小修道院の建物一部が壊され、教会資産は1793年までに個人に売却されていた。
1797年、王政復古支持者たちは憲法広場で新ジャコバン派に立ち向かった。

## 人口統計
| 1962年 | 1968年 | 1975年 | 1982年 | 1990年 | 1999年 | 2006年 | 2012年 |
| ------ | ------ | ------ | ------ | ------ | ------ | ------ | ------ |
| 1151   | 1165   | 1114   | 1135   | 1109   | 1082   | 1122   | 1194   |

source=1999年までLdh/EHESS/Cassini、2004年以降INSEE

## 史跡
- ノートルダム・デュ・ボワ礼拝堂
- 旧サン・ジャン・バティスト教会
- 旧ソクシヤンジュ小修道院

## 姉妹都市
- フォズディノーヴォ、イタリア 2003年